# Love Streams
Pour plus de détails, voir Fiche technique et Distribution.
Love Streams, également intitulé Torrents d'amour, est un film américain réalisé par John Cassavetes, sorti en 1984.

## Synopsis
En instance de divorce et désespérée, Sarah Lawson rend visite à son frère, Robert Harmon, écrivain noceur et alcoolique qui multiplie les conquêtes épisodiques. Robert se voit imposer par son ex-femme la garde pour 24 heures de son fils de huit ans, qu'il n'a jamais vu auparavant. L'enfant est terrifié par l'univers hédoniste et décadent de son père mais lui témoigne toutefois son amour.
Après son fils, Robert, habituellement individualiste à l'extrême, doit à présent s'occuper de sa sœur, sa « meilleure amie ». Sarah Lawson, à l'instar de Mabel Longhetti, le personnage d’Une femme sous influence également interprété par Gena Rowlands, est dépressive. Son mari Jack, lui-même mal dans sa peau, souhaite d'abord divorcer et ne garder leur fille que le week-end mais cette dernière préfère finalement vivre auprès de son père et tous deux rejettent Sarah. 
Réfugiée chez son frère, Sarah tente avec un certain succès de freiner l'autodestruction nihiliste de Robert en l'entourant d'animaux. Ils vivent un amour fraternel intense.

## Fiche technique
- Titre : Love Streams ou Torrents d'amour
- Titre original : Love Streams
- Réalisation : John Cassavetes
- Scénario : John Cassavetes et Ted Allan d'après la pièce éponyme de Ted Allan
- Production : Menahem Golan et Yoram Globus
- Société de production : Cannon Films
- Musique : Bo Harwood (en)
- Photographie : Al Ruban
- Montage : George C. Villaseñor
- Décors : Phedon Papamichael
- Costumes : Emily Draper et Jennifer Smith-Ashley
- Pays d'origine : États-Unis
- Format : Couleurs - Mono - 35 mm
- Genre : Drame
- Durée : 141 minutes
- Date de sortie : 24 août 1984

## Distribution
- Gena Rowlands : Sarah Lawson
- John Cassavetes : Robert Harmon
- Diahnne Abbott : Susan
- Seymour Cassel : Jack Lawson
- Margaret Abbott : Margarita
- Jakob Shaw : Albie Swanson
- Eddy Donno : Stepfather Swanson
- Joan Foley : le juge Dunbar
- Al Ruban : Milton Kravitz
- Tom Badal : Sam, l'avocat
- Doe Avedon : Mme Kiner
- Leslie Hope : Joanie

## Distinctions
- Berlinale 1984 : Ours d'or et prix FIPRESCI.